# ESP mx-220 EET FUK
ESP mx-220 EET FUK - електрогітара, випущена у 1987 році компанією ESP(Electric Sound Products) для Джеймса Хетфілда.
| Назва           | ESP mx-220 EET FUK |
| Виготовлення    | 1987, Америка      |
| Корпус          | червоне дерево     |
| Кількість ладів | 22                 |
| Звукознімачі    | EMG                |

## Історія
В 1987 році гітарист групи Metallica Джеймс Хетфілд звернувся до компанії ESP з замовленням зробити гітару спеціально для себе. За основу була взята форма гітари Gibson Explorer, трохи видозмінена, щоб Gibson не подали за це в суд за плагіат. Корпус EET FUK став трохи меншим, а голова грифа, за бажанням Хетфілда, мала бути схожою на хокейну клюжку. Спочатку гітарі дали ім'я EET FUK SLEEP(за словами Джеймса "три його улюблені заняття"), але згодом була скорочена просто до EET FUK. Назва моделі mx-220 розшифровується як Metallica Explorer. Гітара була зроблена в Японії, всього випустили 25 екземплярів.

## Технічні характеристики
Корпус та гриф ESP MX-220 EET FUK зроблені з червоного дерева, накладка на гриф-палісандр. Гриф вклеєний в корпус, 22 лади, замість стандартних позначок ладів наклеєні інейли у вигляді руки з піднятим середнім пальцем. Гітара оснащена двома хамбакерами: EMG 81 в бриджі та EMG 60 в неку. Для керування звуком є ручка тону, ручка гучності та перемикач між звукознімачами.

## EET FUK та Metallica
ESP mx-220 використовувалась Хетфілдом на концертах з 1987 по 1989 роки, також була декілька разів помічена у період з 2006-2008. У 1990 році Хетфілд перестав її використовувати, бо після туру "And Justice For All..." гітара була в поганому стані. В період з 1990 по 2008 роки EET FUK висів в "Домі гітар", де був записаний перший альбом Metallica. Гітара була використана при записі альбомів "AJFA", "Death Magnetic", Hardwired, та при записі соло до пісні "Suicide and redemtion".